# Riverside (Kalifornien)
Riverside ist eine Stadt im US-Bundesstaat Kalifornien. Sie befindet sich im Riverside County und ist zugleich dessen Verwaltungssitz. Mit 314.998 Einwohnern (letzte Volkszählung 2020) ist sie die zwölftgrößte Stadt in Kalifornien. Die Stadt umfasst eine Fläche von 203 Quadratkilometern und ist eine principal city der Metropolitan Statistical Area (MSA) Riverside–San Bernardino–Ontario mit rund 4,6 Millionen Einwohnern.
Die Stadt wurde 1870 durch John W. North und einige Oststaatenbewohner gegründet. Bekannt ist Riverside vor allem als Ausgangspunkt der Orangenindustrie in Kalifornien. 1871 wurden hier drei Navelorangenbäume gepflanzt, die sich im südkalifornischen Klima so gut entwickelten, dass es 1882 bereits über eine halbe Million Orangenbäume in ganz Kalifornien gab, von denen knapp die Hälfte in Riverside wuchs. Noch heute stammen alle Orangenbäume in Kalifornien von diesen drei Exemplaren ab.
Riverside ist Sitz der University of California, Riverside und der California Baptist University, sowie der La Sierra University. Außerdem beherbergt die Stadt ein eigenes College (Riverside Community College).
Das Mission Inn, ein berühmtes Hotel in Riverside, wurde von zahlreichen Prominenten besucht, darunter sechs US-Präsidenten.

## Geografie
Riverside liegt im Süden Kaliforniens und dehnt sich auf eine Fläche von knapp 210,9 km² aus, wovon 210,2 km² Land- und der Rest Wasserfläche ist. Die Stadt liegt 262 Meter über dem Meeresspiegel und hat 303.871 Einwohner (Stand: 2010).
Riverside liegt ungefähr 58 km vom Pazifik entfernt und ist umgeben von zahlreichen Bergen unterschiedlicher Größe; auf einigen davon liegt im Winter Schnee. Innerhalb der Stadtgrenzen befindet sich der Mount Rubidoux, ein Wahrzeichen der Stadt, das sich zur Touristenattraktion entwickelt hat. In südlicher Richtung befindet sich außerhalb der Stadtgrenze der Lake Mathews.

### Gliederung
Riverside ist in die folgenden 29 Stadtviertel eingeteilt:
- Airport
- Alessandro Heights
- Arlanza
- Arlington
- Arlington Heights
- Arlington South
- Canyon Crest
- Casa Blanca
- Downtown
- Eastside
- Grand
- Hawarden Hills
- Hillside Hunter Industrial Park
- Hunter Industrial Park
- La Sierra
- La Sierra Acres
- La Sierra Hills
- La Sierra South
- Magnolia Center
- Mission Grove
- Northside
- Orangecrest
- Presidential Park
- Ramona
- Sycamore Canyon Park
- Sycamore Canyon Springs
- University
- Victoria
- Wood Streets

Stadtplan mit möglichen Eingliederungen

Daneben ist geplant, weitere nahegelegene Gemeinden anzugliedern, was sowohl die Einwohnerzahl wie auch die Fläche Riversides in den nächsten Jahren deutlich vergrößern würde. Besonders erwähnenswert ist die Idee, das Gebiet Lake Hills/Victoria Grove zu übernehmen. Hierdurch würden die Stadtgrenzen bis nach Lake Mathews reichen.

#### Aktuelle Vorschläge
- 105 Sycamore/Central
- 112 Kaliber
- 115 Karger TT 34236
- 116 PIM

#### Mögliche Eingliederungen
- A Center Street
- B Highgrove
- C Spring Mountain Ranch (92)
- D East Blane (116)
- E Gateway (88)
- F University City (111)
- G Barton/Gem (103)
- H Woodcrest
- I Canyon Ridge (114)
- J Lake Hills/Victoria Grove/The Orchards (108)

### Umwelt

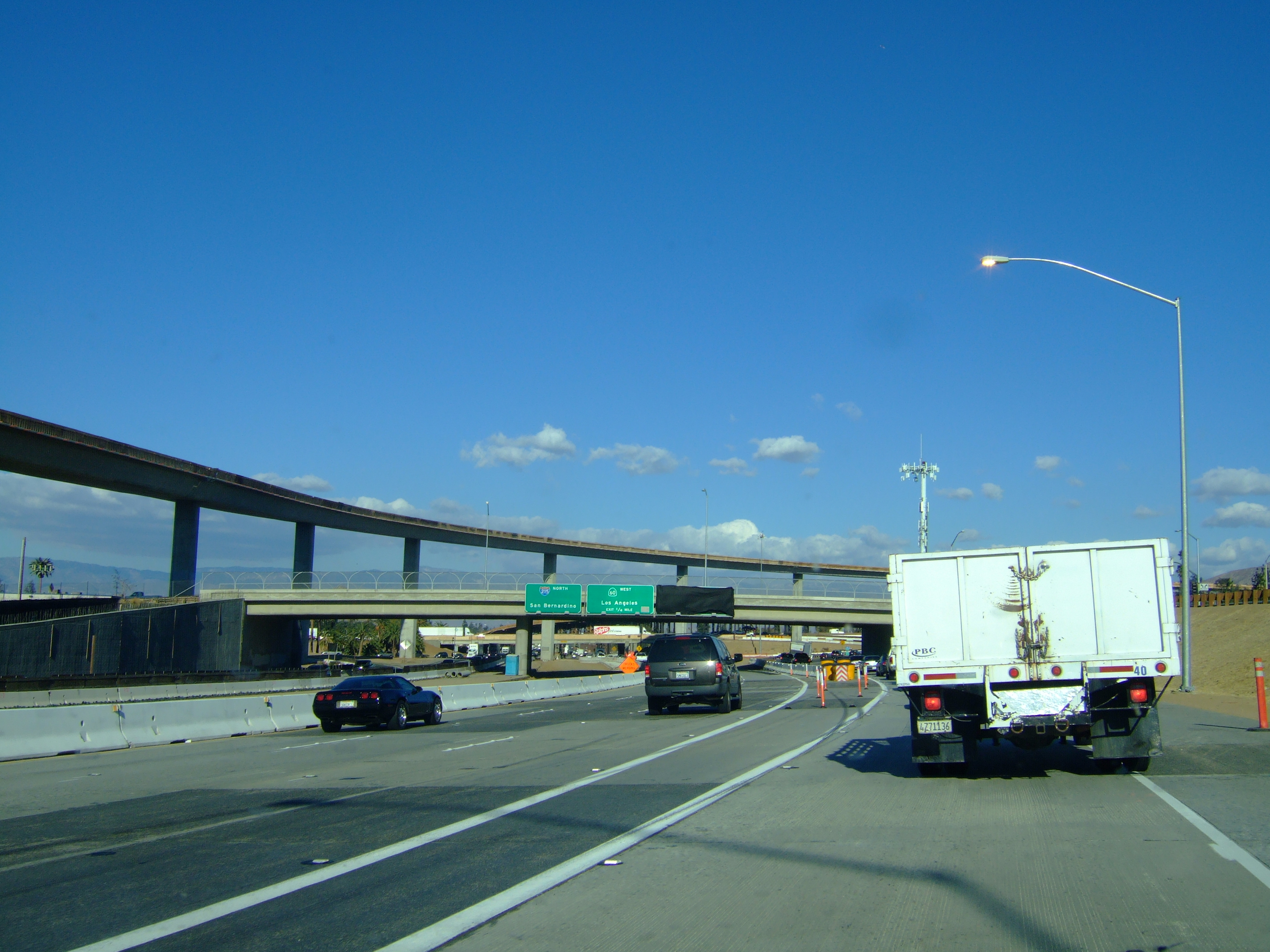
Großes Autobahnkreuz im Nordosten der Stadt

Wegen der überdurchschnittlichen Luftverschmutzung ist Riverside für Smog bekannt. Dieser wird besonders durch die ungünstigen Windströmungen hervorgerufen, die die schlechte Luft aus dem Los-Angeles-Becken nach Riverside leiten. In einem Vergleich der National Campaign Against Dirty Air Power von 2003 wurde das Gebiet, zu dem neben Riverside auch San Bernardino und Ontario zählen, nach ganzjährigen Messungen als eine der verschmutztesten Regionen der USA bezeichnet.
Mittlerweile wurde zur Eindämmung der Luftverschmutzung der öffentliche Verkehr gefördert, so befindet sich in Riverside eine Station des Metrolink, daneben werden Busse mit Erdgas betrieben. Durch diese Maßnahmen und die Zusammenarbeit mit anderen Städten und Countys konnte die Häufigkeit von Smog deutlich gesenkt werden; die letzten Smogwarnungen liegen schon Jahrzehnte zurück und sind mittlerweile Geschichte geworden.

### Klima
Riverside sowie die gesamte Region Südkalifornien zeichnen sich durch ein heißes Sommerklima aus. Die durchschnittliche Tagestemperatur der Sommermonate Juli und August beläuft sich oftmals auf durchschnittlich mindestens 33 Grad Celsius. Die höchste gemessene Temperatur lag bei 45 Grad. Der Niederschlag konzentriert sich vorwiegend auf die Wintermonate, die Sommermonate sind im Gegensatz hierzu durch niederschlagsarme Perioden geprägt. Die Wintermonate sind regelfalls bedingt durch die geographische Lage äußerst mild: So sind auch Temperaturen im Bereich von 15 bis über 20 Grad im Winter keine Seltenheit. Der Rekordhöchstwert liegt im Januar bei 36 und im Dezember bei 34 Grad Celsius. Die niedrigste Temperatur, die in Riverside bislang registriert wurde, war −6 Grad Celsius. Die Sommermonate sind im Gegensatz hierzu durch niederschlagsarme Perioden geprägt.
|                        | Jan  | Feb  | Mär  | Apr  | Mai  | Jun  | Jul  | Aug  | Sep  | Okt  | Nov  | Dez  |   |       |
| Mittl. Temperatur (°C) | 13,5 | 13,3 | 14,9 | 16,4 | 19,0 | 21,7 | 25,0 | 25,4 | 24,3 | 19,7 | 16,6 | 12,7 | ⌀ | 18,6  |
| Mittl. Tagesmax. (°C)  | 20,6 | 20,4 | 22,3 | 23,6 | 26,4 | 29,9 | 33,2 | 34,1 | 32,9 | 27,3 | 24,0 | 19,4 | ⌀ | 26,2  |
| Mittl. Tagesmin. (°C)  | 8,1  | 7,7  | 9,2  | 10,8 | 13,3 | 15,6 | 18,7 | 18,8 | 17,9 | 14,1 | 11,0 | 7,7  | ⌀ | 12,8  |
|                        |      |      |      |      |      |      |      |      |      |      |      |      |   |       |
| Niederschlag (mm)      | 31,5 | 36,2 | 15,4 | 12,0 | 5,6  | 0,0  | 1,9  | 2,2  | 0,4  | 5,3  | 23,6 | 53,7 | Σ | 187,8 |

| 8,1 |

| 7,7 |

| 9,2 |

| 10,8 |

| 13,3 |

| 15,6 |

| 18,7 |

| 18,8 |

| 17,9 |

| 14,1 |

| 11,0 |

| 7,7 |

| 8,1 |

| 7,7 |

| 9,2 |

| 10,8 |

| 13,3 |

| 15,6 |

| 18,7 |

| 18,8 |

| 17,9 |

| 14,1 |

| 11,0 |

| 7,7 |

## Geschichte
Riverside wurde 1870 gegründet und nach seiner Lage am Santa Ana River benannt. Als 1893 aus dem San Bernardino County und dem San Diego County das Riverside County gebildet wurde, bestimmte man Riverside zum County Seat.

### Vorkoloniale Zeit
Vor der Kolonisation Mexikos und Oberkaliforniens durch die Spanier hielten sich im Bereich des heutigen Riverside verschiedene Indianer auf. Es ist zwar nicht bekannt, dass dauerhafte Siedlungen existierten, jedoch konnten spätere Expeditionen zumindest zeitweilige Dörfer am Santa Ana River dokumentieren. Als Beweise dienen Artefakte und Löcher in Steinen am Mount Rubidoux, die dem Zermahlen von Mehl dienten.

### Expeditionen der Spanier

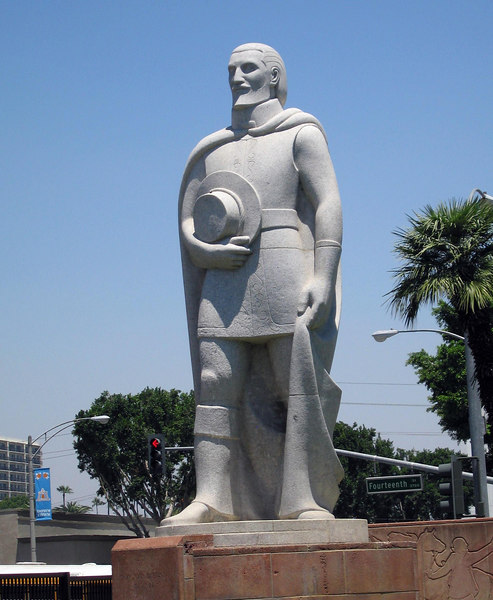
Statue Juan Bautista de Anzas in Riverside

Die erste Dokumentation des Gebietes in dem heute Riverside liegt erfolgte am 20. März 1774, als der Spanier Juan Bautista de Anza es mit einer Expedition, die zum Ziel hatte, eine gute Landverbindung von Südmexiko nach Oberkalifornien zu finden, erreichte. Er und andere Mitglieder seiner Gruppe beschrieben die Gegend als einen wundervollen Ort, der nach Rosmarin und anderen Kräutern duftete und genug Weideland für ihre Pferde und Rinder bot. De Anza nannte diesen Landstrich Valle de Paraiso (Tal des Paradieses).
Am 31. Dezember 1775 kehrte De Anza mit einer Expedition zur Kolonisation hierhin zurück. Die Gruppe feierte an den Ufern des Santa Ana River Neujahr. Am darauffolgenden Tag überquerte die Truppe den Fluss. Auf diesen Ort weist heute ein Schild hin.
In Gedenken an diese Erkundungen begann 1939 der Bau einer gut sechs Meter hohen Statue De Anzas, die mithilfe privater Spender und einem Zuschuss der Works Progress Administration finanziert wurde. Im Mai 1942 wurde sie fertiggestellt und steht heute an der Kreuzung von Market Street und 14th Street.

### Gründung und Entstehung der Orangenindustrie

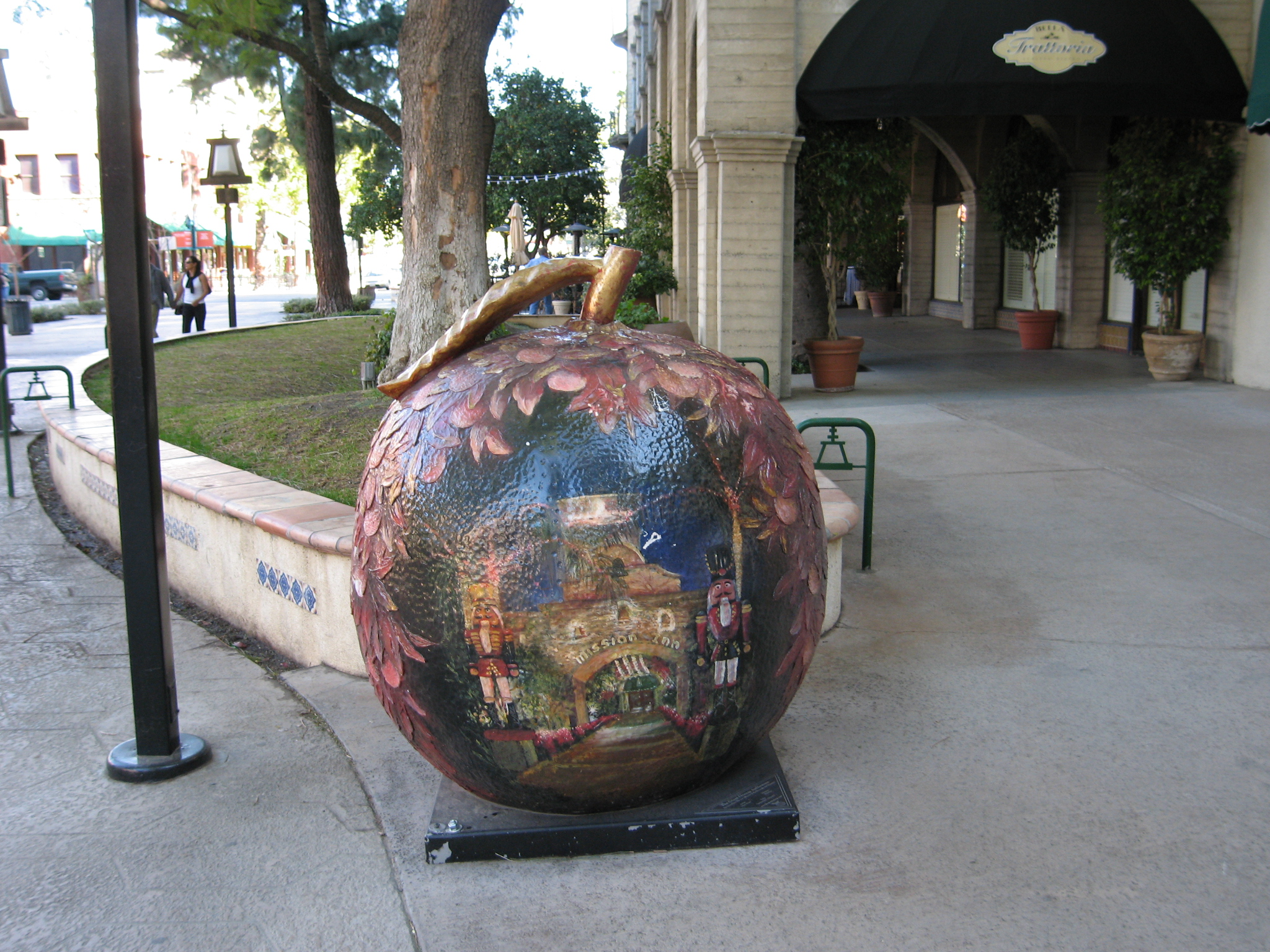
Bemalte Orangenskulpturen sind in der ganzen Downtown zu finden

Die eigentliche Geschichte Riversides beginnt erst mit seiner Gründung im Jahre 1870 durch John W. North, einen Anhänger des Abolitionismus aus Tennessee, der bereits Northfield in Minnesota gegründet hatte. Die ersten Einwohner gehörten der Abstinenzbewegung an und waren Republikaner. Nach der Gründung gab es vier Saloons in Riverside, die jedoch wegen einer Erhöhung der Lizenzgebühren abwanderten. Investoren aus Kanada und England übertrugen die Traditionen und Aktivitäten der Bürger aus ihren Ländern auf Riversides Bevölkerung, sodass in dieser Stadt der erste Golf- und der erste Poloplatz Südkaliforniens errichtet wurden.
1871 wurden erstmals Orangenbäume in Riverside angepflanzt, doch die Zitrusfrüchte-Industrie für die Riverside bekannt ist, kam erst drei Jahre später in Schwung, als Eliza Tibbets, die als Begründerin des Orangenanbaus in Kalifornien gilt, von einem Freund drei brasilianische Orangenbäume geschenkt bekam. Diese Art stammte aus Bahia und wurde zu einem großen Erfolg in Südkalifornien, obwohl sie in Florida nicht gut gewachsen war.

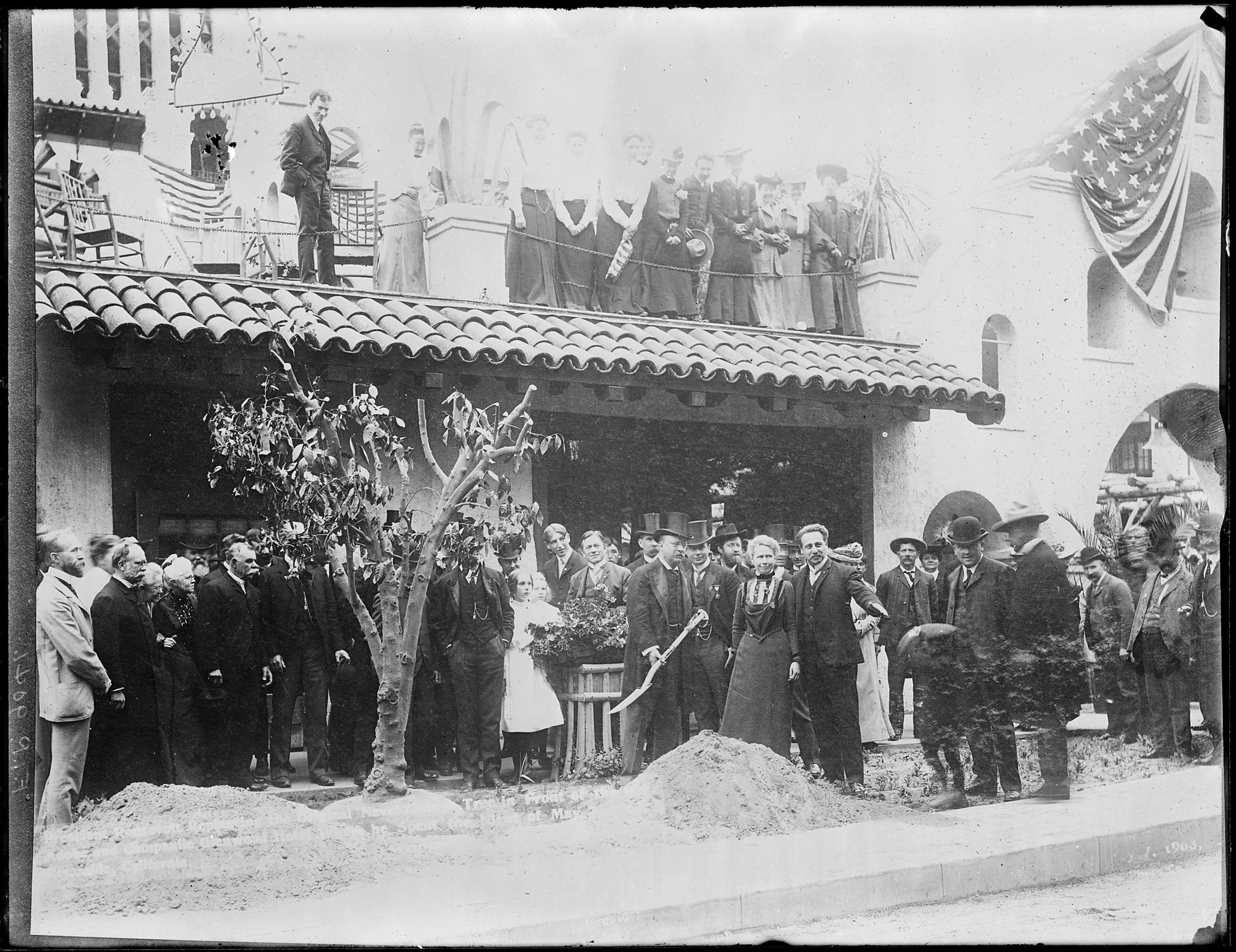
Theodore Roosevelt pflanzt einen Orangenbaum in Riverside

Die drei Bäume wurden auf dem Grundstück von Eliza Tibbets angepflanzt. Einer von ihnen wurde bereits im ersten Jahr von einer Kuh zertrampelt und ging ein. Um die zwei verbliebenen Bäume besser zu schützen, setzte man sie auf ein anderes Grundstück um. Von dort wurde jeder noch ein weiteres Mal umgepflanzt: Einer von US-Präsident Theodore Roosevelt auf das Grundstück des Hotels Mission Inn (dieser Baum starb 1922), der andere an die Kreuzung von Magnolia und Arlington Avenue, zusammen mit einem Gedenkstein für Eliza Tibbets. Dieser Baum steht hier bis zum heutigen Tag und ist inzwischen durch einen Zaun geschützt.
Mit diesen drei Orangenbäumen wurde die Orangenindustrie in Riverside begründet. Die Bäume wuchsen im südkalifornischen Klima gut, sodass bald viele Tausend der brasilianischen Orangenbäume in Riverside angebaut wurden. Die Entwicklung dieser Industrie lässt sich heute in einem Open-air-Museum und alten Packhäusern nachvollziehen. 1882 gab es in ganz Kalifornien mehr als eine halbe Million Orangenbäume, fast die Hälfte von ihnen wuchs in Riverside. Die Entwicklung gekühlter Eisenbahnwagen und eines neuen Bewässerungssystems trug zu diesem Boom bei und machte Riverside im Jahr 1895 zur reichsten Stadt pro Einwohner.

### Aufkommender Tourismus

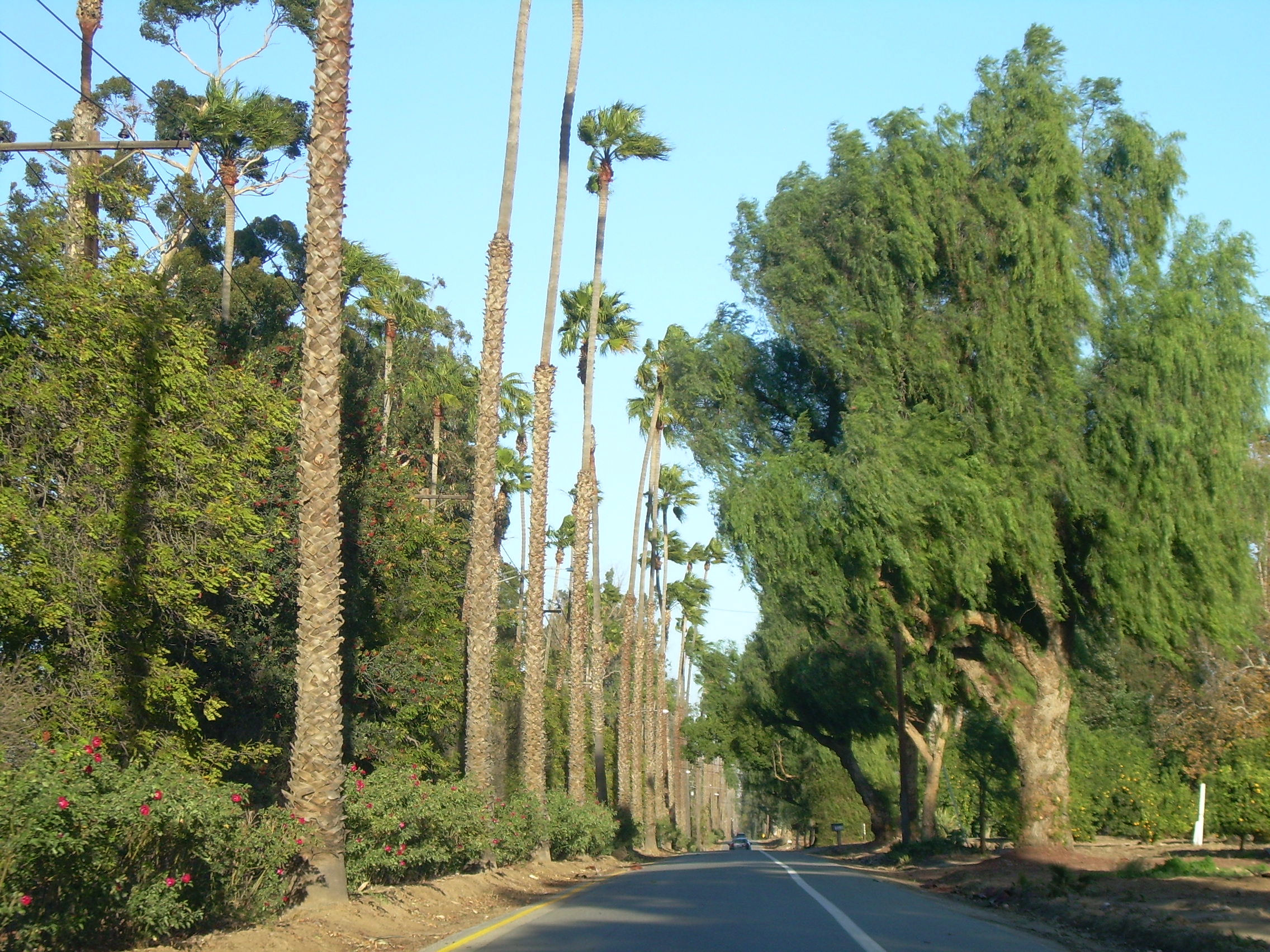
Victoria Avenue

Als die Stadt florierte, wurde ein kleines Hotel im Mission Revival Style errichtet, das ursprünglich Glenwood Tavern hieß und heute als Mission Inn bekannt ist. Es wurde zur bevorzugten Unterkunft von Präsidenten, Adeligen und Filmstars, die Riverside besuchten. In der Unterkunft befand sich zum Beispiel ein spezieller Stuhl für Präsident William Howard Taft.
Postkarten mit üppigen Orangenhainen, Schwimmbecken und prächtigen Häusern haben mit der Zeit sowohl Urlauber als auch Unternehmer angelockt. Manche zogen sogar nach Riverside um, weil das warme, trockene Klima ihrer Gesundheit guttat oder sie den kalten Wintern im Osten der USA entfliehen wollten. Speziell die Victoria Avenue, eine von Orangenbäumen gesäumte Allee, erinnert mit ihren vereinzelten Häusern vom Anfang des 20. Jahrhunderts an die europäischen Investoren, die sich in Riverside niederließen.

## Bevölkerung
Riverside ist mit seinen 303.871 Einwohnern die 61-größte Stadt der USA, die zwölftgrößte Stadt Kaliforniens sowie dessen viertgrößte Binnenstadt.

### Einwohnerentwicklung
| Jahr | Einwohner¹ |
| ---- | ---------- |
| 1980 | 170.591    |
| 1990 | 226.505    |
| 2000 | 256.730    |
| 2010 | 303.983    |
| 2020 | 314.998    |

¹ 1980–2020: Volkszählungsergebnisse

### Demographie

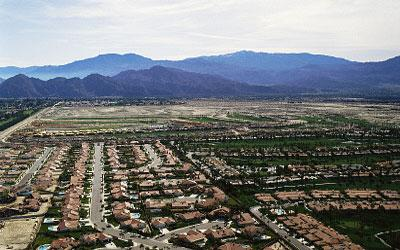
Siedlung in Riverside

Im Jahr 2010 lebten gemäß der US-Volkszählung 303.983 Personen in Riverside. Die Einwohnerzahl stieg damit um rund 48.000 gegenüber dem Jahr 2000 an. Besonders nahm die Zahl der Latinos zu, die nahezu die Hälfte der Bevölkerung ausmachten. Eine weitere große Bevölkerungsgruppe stellten die nicht lateinamerikanischen Weißen mit einem Anteil von 34 Prozent dar. Die Zahl von Afroamerikanern sowie asiatischstämmigen Bürgern lag jeweils bei knapp über sieben Prozent, womit diese Ethnien Minderheiten darstellen. Die Volkszählung ergab außerdem 91.000 Haushalte in der Stadt. Lag das Medianalter bei genau 30 Jahren, so kamen auf 100 Frauen 97,6 Männer.

### Religion
In Riverside gibt es römisch-katholische, griechisch-orthodoxe und protestantische Kirchen, außerdem Synagogen, Moscheen, Hindutempel, ein buddhistisches Gemeinschaftszentrum und eine atheistische Organisation.
Verschiedene religiöse Zeremonien werden auf dem Gipfel des Mount Rubidoux durchgeführt, darunter auch der alljährliche Easter Sunrise Service, der am 12. April 2009 zum hundertsten Mal stattfand. Daneben erfolgt jeden Dezember eine vier Kilometer lange Prozession vom Our Lady of Guadalupe Shrine auf den Gipfel. Mit dieser Tradition soll unter den Gläubigen die Wahrnehmung von Juan Diegos Gang auf den Berg Tepeyac im Jahr 1531 gestärkt werden, dem dort Maria erschien (Unsere Liebe Frau von Guadalupe).

## Politik
Riverside wird von einem Stadtrat mit sieben Mitgliedern und einem Bürgermeister verwaltet, der in einer stadtweiten Wahl bestimmt wird; dieses Amt hat seit 2012 Rusty Bailey inne. Daneben ist für die städtischen Dienstleistungen ein Oberstadtdirektor zuständig.
Im Senat von Kalifornien gehört Riverside dem 31. Wahlbezirk an, der aktuell vom Demokraten Richard Roth repräsentiert wird. In der California State Assembly ist die Stadt in die 60. und 61. Wahlbezirke eingeordnet, die vom Republikaner Eric Linder beziehungsweise dem Demokraten Jose Medina vertreten werden. Außerdem gehört Riverside dem 41. Kongresswahlbezirk Kaliforniens an, der einen Cook Partisan Voting Index von D+9 hat und vom Demokraten Mark Takano repräsentiert wird.

### Städtepartnerschaften

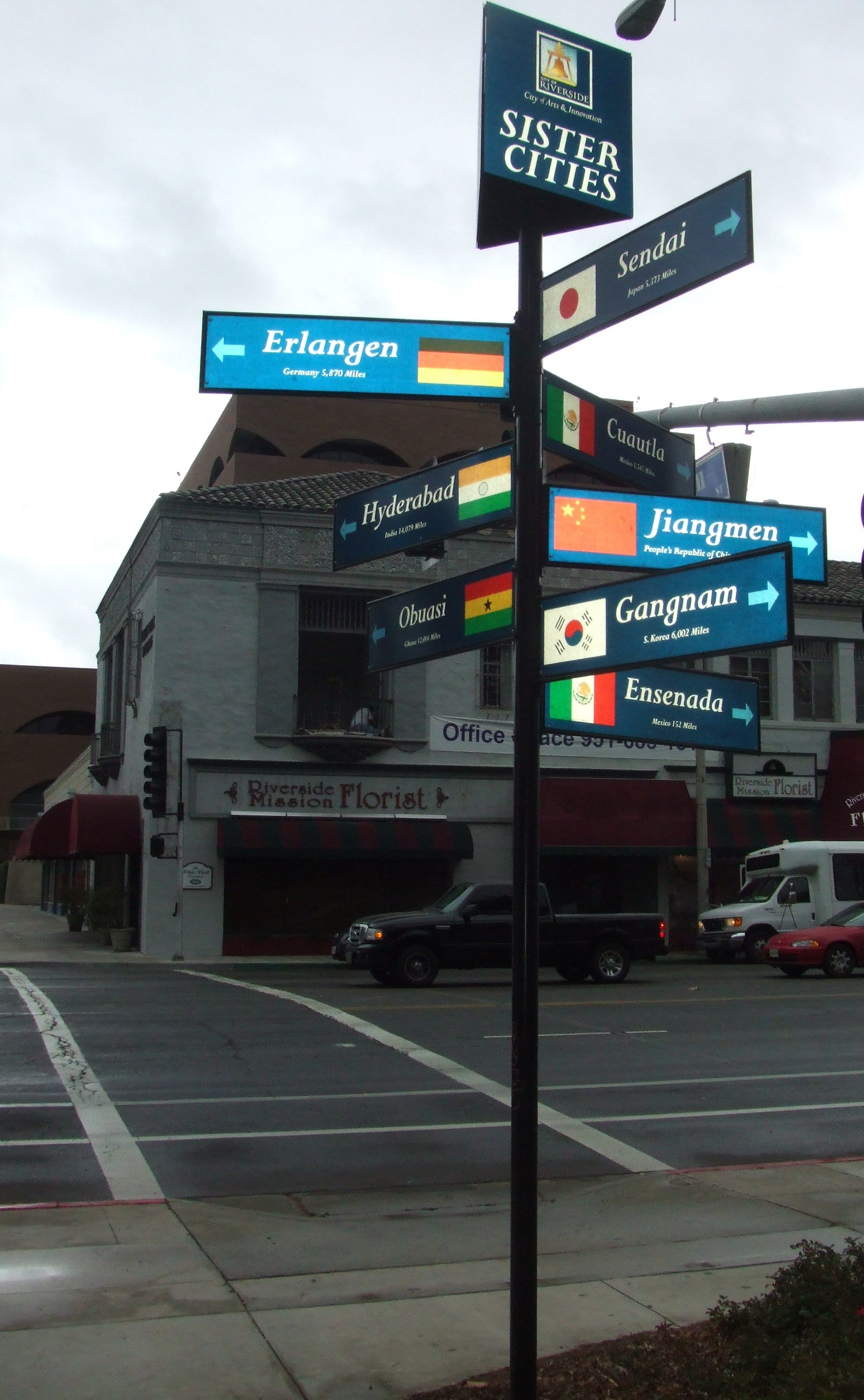
Schild mit Riversides Städtepartnern

Riverside unterhält Städtepartnerschaften mit den folgenden Städten:
| Japan       | Sendai (Japan)                 |
| Mexiko      | Cuautla (Mexiko)               |
| Mexiko      | Ensenada (Mexiko)              |
| China       | Jiangmen (Volksrepublik China) |
| Südkorea    | Gangnam (Südkorea)             |
| Indien      | Hyderabad (Indien)             |
| Ghana       | Obuasi (Ghana)                 |
| Deutschland | Erlangen (Deutschland)         |
Daneben verbindet Riverside mit dem mexikanischen Bundesstaat Oaxaca eine wirtschaftliche Partnerschaft.

## Kultur und Sehenswürdigkeiten

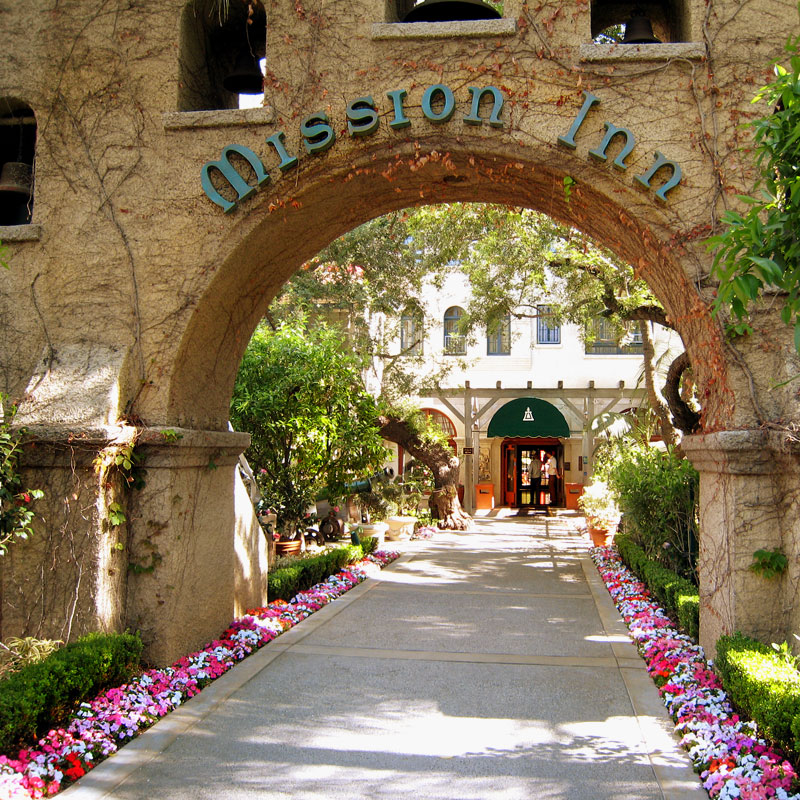
Eingang des Mission Inn

Die Stadt ist bekannt für das historische Hotel Mission Inn, das im Stil der Beaux-Arts-Architektur entstandene Riverside County Historic Courthouse und das Riverside Fox Theater, wo 1939 der Film Vom Winde verweht uraufgeführt wurde. Später von der Stadt erworben, wurde das Theater im Zuge der Riverside Renaissance Initiative bis 2009 umfangreich renoviert. Dabei wurde die Kapazität auf 1.600 Sitzplätze aufgestockt und die Bühne vergrößert, um Aufführungen wie am Broadway zu ermöglichen. Im Januar 2010 wurde das renovierte Theater durch eine Show mit Sheryl Crow wiedereröffnet.

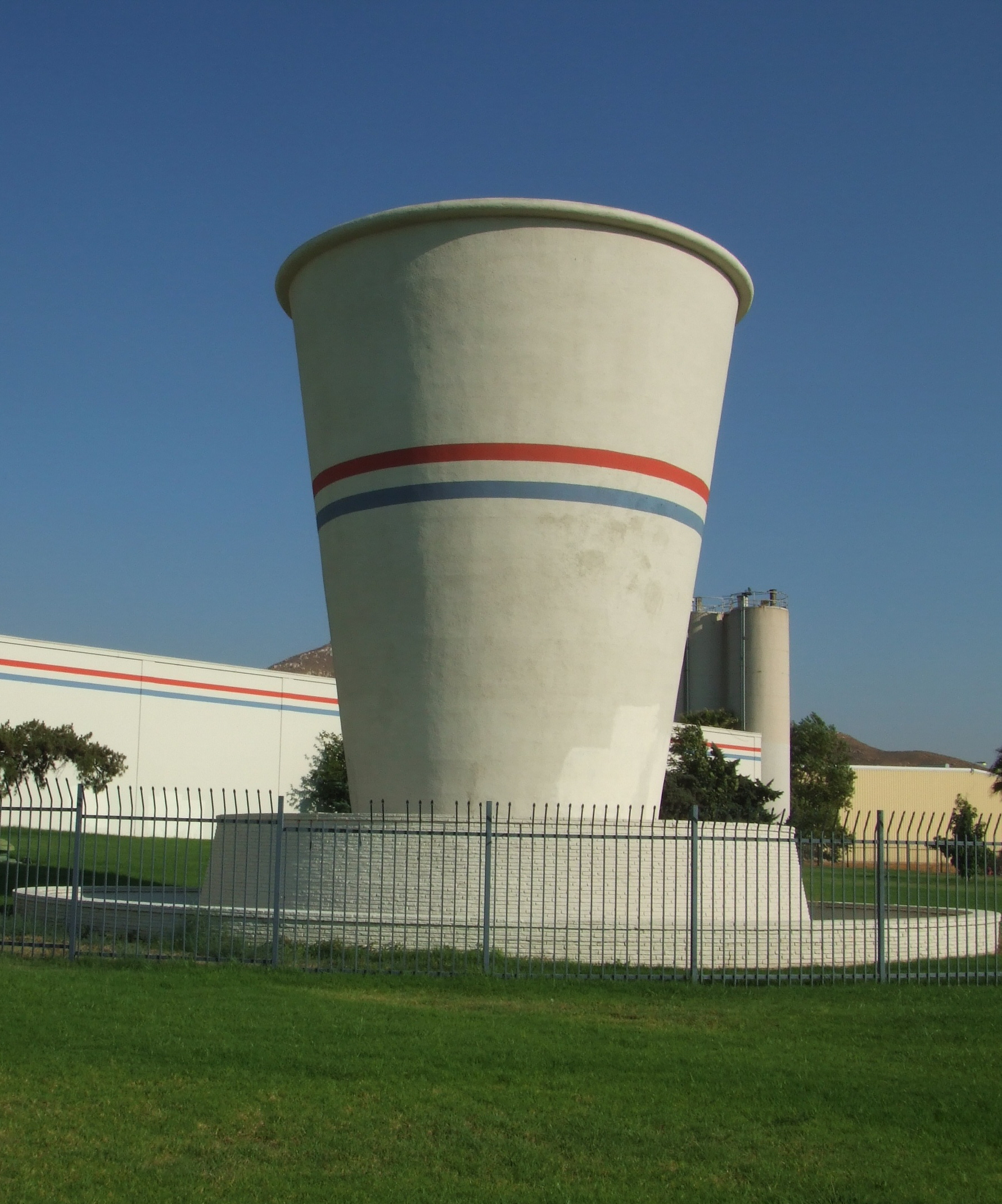
Dixie Cup

Riverside ist außerdem Standort des weltgrößten Papierbechers, des Dixie Cup. Er ist 20,8 Meter hoch und steht an der Iowa Street vor einer ehemaligen Fabrik.
Eines von Riversides Wahrzeichen ist der berühmte Mount Rubidoux nahe dem Santa Ana River. Er liegt zwischen der Stadt Jurupa Valley und Riverside. Daneben gibt es noch drei weitere nennenswerte Erhebungen, die alle unbebaut sind: Den Box Springs Mountain, den Evans Hill und den Tecolote Hill.
An der Ausfahrt der California State Route 60 auf Höhe von Riverside liegt der Fairmount Park. Hierbei handelt es sich um eine von Frederick Law Olmsted entworfene Naturoase innerhalb der Stadt. Sie beinhaltet unter anderem einen artenreichen Teich und bietet vielen Vogelarten Unterschlupf.
Die March Joint Air Reserve Base grenzt Riverside in östlicher Richtung von Moreno Valley ab. Dieser Luftwaffenstützpunkt, gegründet 1918, ist die älteste noch im Betrieb stehende Air Force Base westlich des Mississippi River.
Riverside ist reich an Museen aller Art. Zu den bekannteren gehören der California Citrus State Historic Park und das March Field Air Museum. Das Riverside International Automotive Museum, welches unter anderem historische Rennwagen und eine der größten Sammlungen von Maserati-Fahrzeugen in den Vereinigten Staaten beherbergte, wurde nach dem Tod des Mitbegründers Doug Magnon im Juni 2016 geschlossen und die Sammlung versteigert.
Daneben finden in Riverside regelmäßig Events aller Art wie zum Beispiel das Riverside International Film Festival statt.

### Filme
In Riverside wurden Szenen für viele berühmte Filme gedreht, darunter:
- Jahrmarktsrummel (1933)
- Today We Live (1933)
- Der Testpilot (1938)
- Opfer einer großen Liebe (1939)
- Grand Prix (1966)
- Ein toller Käfer (1968)
- Blutige Spur (1969)
- Buddy Buddy (1981)
- Talon im Kampf gegen das Imperium (1982)
- Was für ein Genie (1985)
- Vibes – Die übersinnliche Jagd nach der glühenden Pyramide (1988)
- Kannibalinnen im Avocado-Dschungel des Todes (1989)
- Nixon (1995)
- Der Mann in der eisernen Maske (1998)
- Schlimmer geht’s immer! (2001)
- Eagle Eye – Außer Kontrolle (2008)

### Sport
Von 1957 bis 1989 existierte der Riverside International Raceway, auf dem 1960 ein Formel-1-Rennen ausgetragen wurde, aus dem Stirling Moss als Sieger hervorging. Die Rennstrecke wurde geschlossen, um Platz für ein Einkaufszentrum und Siedlungen zu schaffen. Pläne von 2003, wieder eine Rennstrecke zu bauen, sind nicht in die Tat umgesetzt worden.
Riverside war mit insgesamt drei Mannschaften zeitweise in der Minor League Baseball vertreten.

## Wirtschaft und Infrastruktur

### Verkehr

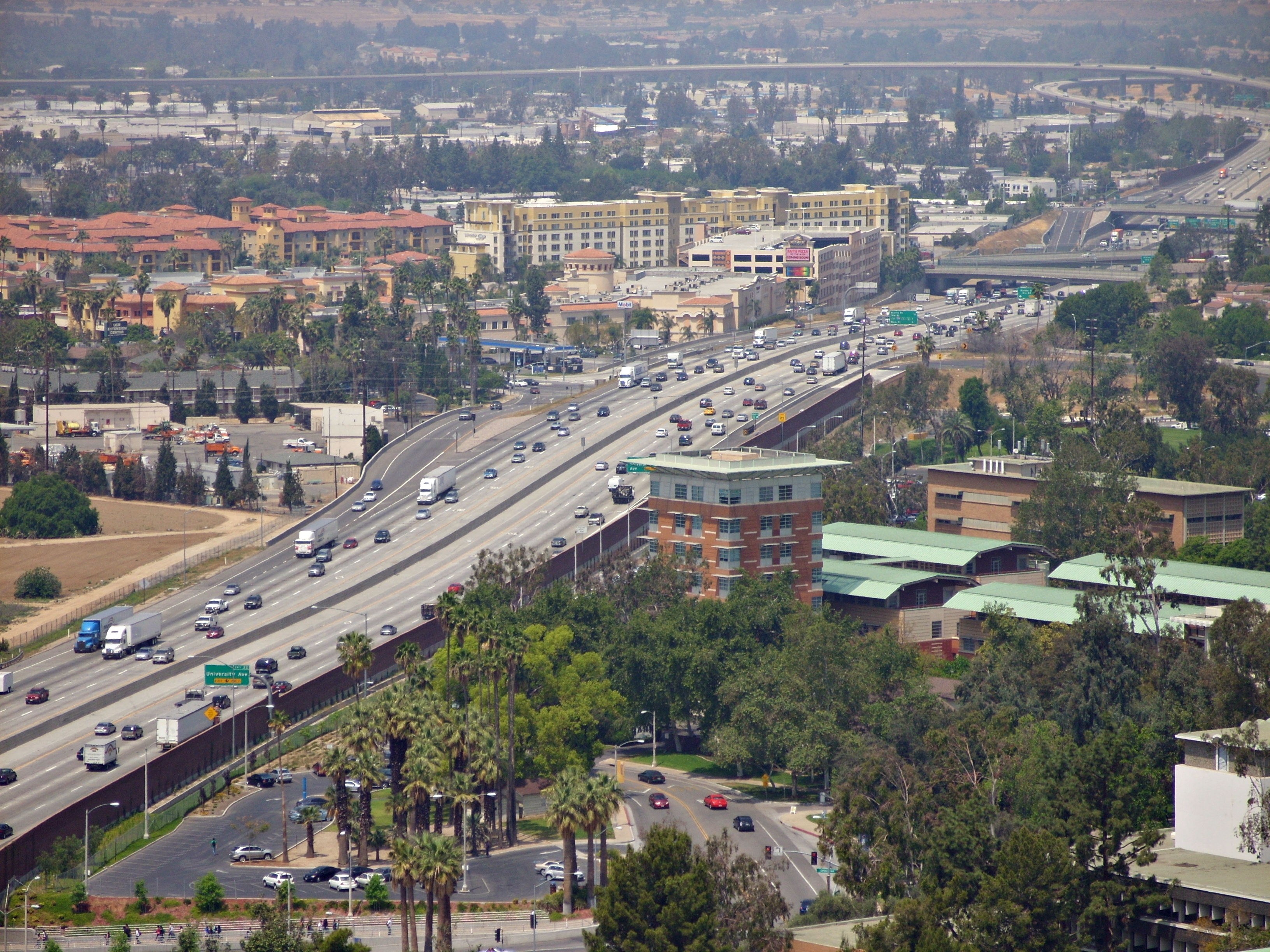
Interstate 215 in Riverside

Riverside liegt an drei großen Autobahnen, der Interstate 215, der California State Route 60 und der California State Route 91, die sich alle an einem Autobahnkreuz im Nordosten Riversides treffen.
Das lokale Busunternehmen ist die Riverside Transit Agency (RTA). Überregionale Busverbindungen stellen Greyhound Lines und Amtrak California sowie mehrere kleine Betreiber bereit.
In Riverside befinden sich zwei Stationen des Metrolinks. Außerdem wird die Stadt vom Southwest Chief angefahren.
Innerhalb der Stadtgrenzen befindet sich der Riverside Municipal Airport (IATA-Code RAL) mit seiner 1600 Meter langen Landebahn. Hier findet jährlich die Riverside Air Show statt. Der nächste große Flughafen ist der Flughafen Ontario 32 km nordwestlich.

### Bildung
Riverside ist Standort mehrerer höherer Bildungseinrichtungen, darunter der University of California, Riverside, die für ihren 16 Hektar großen Botanischen Garten mit über 3500 Pflanzen aus aller Welt bekannt ist.
Außerdem existieren zahlreiche Highschools, die sich größtenteils in öffentlicher, teilweise aber auch privater Hand befinden.

## Söhne und Töchter der Stadt
- Steve Agee (* 1969), Schauspieler, Komiker und Autor
- Whitney Ashley (* 1989), Diskuswerferin
- Elvyonn Bailey (* 1991), Sprinter
- Jennifer Banko (* 1978), Filmschauspielerin
- Eula Beal (1919–2008), Sängerin
- Hiram Hudson Benedict (1901–1984), Architekt
- Barry Bonds (* 1964), Baseballspieler
- Greg Buckingham (1945–1990), Schwimmer
- Jasmine Byrne (* 1985), Pornodarstellerin und Model
- Larry Christiansen (* 1956), Schachmeister
- Allen Cunningham (* 1977), Pokerspieler
- Jaye Davidson (* 1968), Schauspieler und Model
- Leland Fuller (1899–1962), Szenenbildner
- David Gilliland (* 1976), Rennfahrer
- Franz Philip Hosp (1853–1936), deutschamerikanischer Landschaftsgärtner und Baumschuler
- Dave Hunt (1926–2013), Apologet
- Duncan Hunter (* 1948), Politiker
- Don Imus (1940–2019), Hörfunkmoderator
- Phil Ivey (* 1977), Pokerspieler
- J. F. Lawton (* 1960), Drehbuchautor, Filmregisseur und -produzent
- Scotty Leavenworth (* 1990), Schauspieler
- Amy Lee (* 1981), Sängerin von Evanescence, Pianistin und Songwriterin
- Malcolm Lee (* 1990), Basketballspieler
- Kawhi Leonard (* 1991), Basketballspieler
- Candice LeRae (* 1985), Wrestlerin
- Amy Leverenz (* 1951), Sängerin
- David Ruchien Liu (* 1973), Chemiker und Biologe
- Josesito López (* 1984), Boxer
- Chad Marshall (* 1984), Fußballspieler
- Kellie Martin (* 1975), Schauspielerin und Regisseurin
- Tatum McCann (* 1999), Schauspielerin
- Cheryl Miller (* 1964), Basketballspielerin
- Reggie Miller (* 1965), Basketballspieler
- T. Mills (* 1989), Rapper
- Marguerite Moreau (* 1977), Schauspielerin
- Jesse B. Oldendorf (1887–1974), Offizier, Admiral in der US Navy
- Rod Piazza (* 1947), Musiker
- Scarlett Pomers (* 1988), Schauspielerin und Sängerin
- Chelsie Rae (* 1984), Pornodarstellerin
- John Raphael Quinn (1929–2017), römisch-katholischer Geistlicher, Erzbischof von San Francisco
- Gino Robair (* 1963), Musiker
- Ronda Rousey (* 1987), MMA-Fighterin und Schauspielerin
- Alia Shawkat (* 1989), Schauspielerin
- Suicide Silence, Death-Core Band
- Daniel Sorensen (* 1990), American-Football-Spieler
- Marvin Stalder (1905–1982), Ruderer
- Billy Vera (* 1944), Sänger, Schauspieler, Schriftsteller und Musikhistoriker
- Garrett Wang (* 1968), Schauspieler (Star Trek: Raumschiff Voyager)
- Tyree Washington (* 1976), Leichtathlet
- Otto P. Weyland (1902–1979), General der US Air Force
- Cynthia Woodhead (* 1964), Schwimmerin